# 陸家嘴軟件園
陸家嘴軟件園是中華人民共和國上海市浦東新區陸家嘴的一個軟件產業園，由上海陸家嘴金融貿易區開發股份有限公司開發，上海浦東陸家嘴軟件產業發展有限公司管理，面積43.12公頃，建築面積55萬平方米，共有12幢辦公樓，成立於2001年9月。2007年5月被當局認定為上海市軟件產業基地。2012年12月被列入張江高新區陸家嘴科技園。

## 外部連結
- 官方网站